# Довічне перство

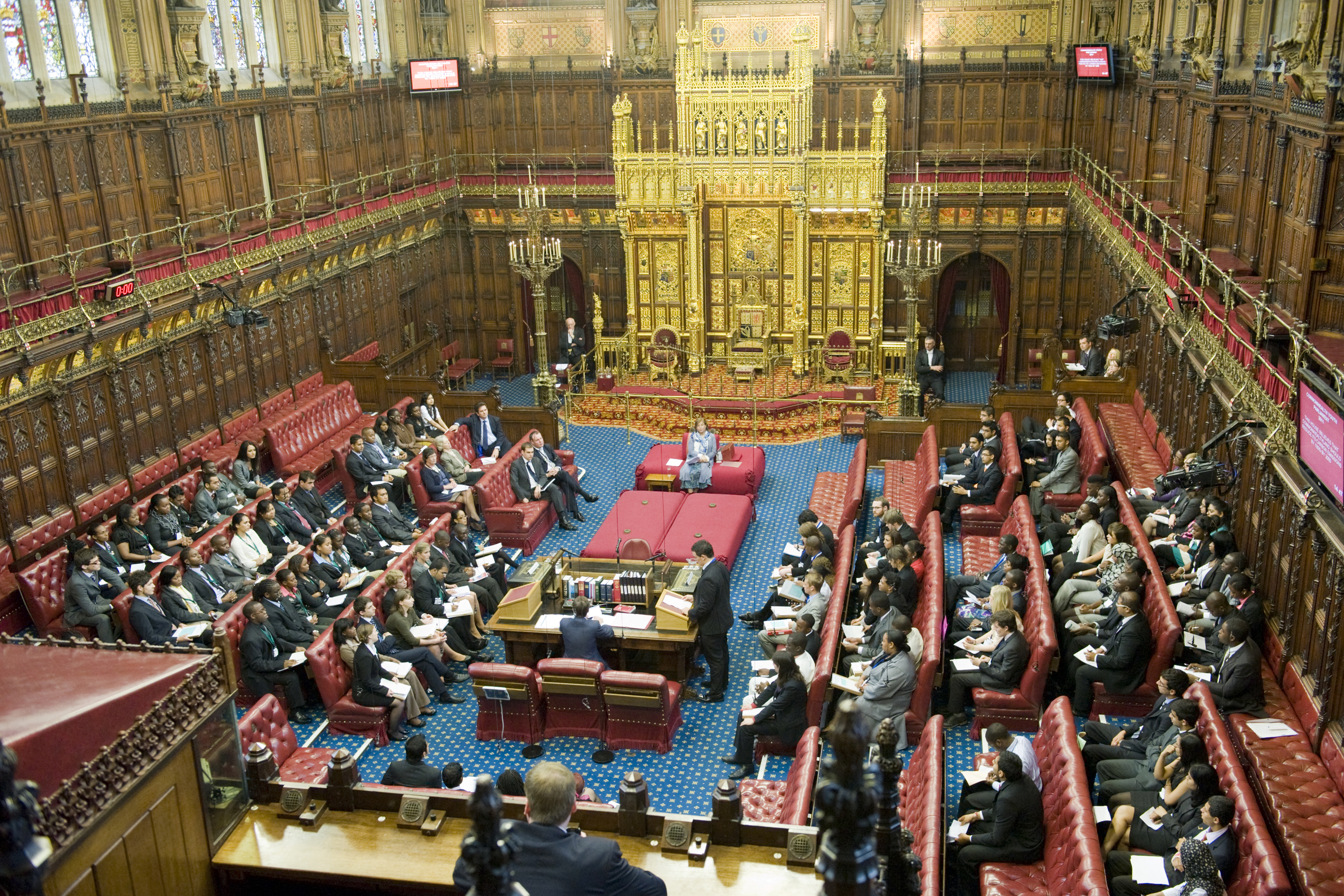
Палата Лордів

Довічне перство (англ. life peerage) — шляхетний титул у Сполученому Королівстві, що довічно надається новопосвяченому перу, чий титул не може бути успадкований, на відміну від спадкового перства.
Наразі довічним перам завжди надається титул барона, відповідно до Закону про довічне перство від 1958 року і надається право на місце в Палаті лордів, якщо вони мають відповідний вік та громадянство. Законні діти довічних перів мають право називатись ґоноративом (формою звертання) «Шляхетний» (The Honourable), хоча вони не можуть успадкувати саме перство й титул барона.

## Історія
У Великій Британії Корона надає шляхетство двох типів: спадкове або довічне.
Історично, на початках існування парламенту, суверен мав право викликати представників до парламенту на одне засідання, не зобов'язуючись їх знову викликати. З часом було встановлено, що коли пер вже був викликаний до парламенту, то він мав викликатись до кінця свого життя, а пізніше буде також викликано спадкоємців — тим самим закріпивши принцип спадкових перів.
1856 року було прийнято рішення включати до Палати лордів довічних перів, не дозволяючи їх спадкоємцям зберігати за собою місце в Палаті лордів та розширювати її чисельність.
Уряд вніс законопроєкт про дозвіл на включення двох довічних перів до Палаті лордів для суддів, які займали цю посаду принаймні п'ять років. Палата лордів прийняла його, але законопрожкт був відхилений в Палаті громад.
Закон про апеляційну юрисдикцію 1887 р. дозволяв Верховним суддям сидіти в Палаті лордів як довічним перам.
До передбачалося, що прийняті таким чином довічні пери будуть засідати в Палаті лордів, поки перебувають на посаді суддів, але в 1887 р. був прийнятий Акт про апеляційну юрисдикцію який встановлював, що колишні судді збережуть свої місця в Палаті довічно. Ця практика закінчилась після оновлення положення щодо Верховного суду Великої Британії у 2009 році.

## Сучасність
1958 року було прийнято Закон про призначення довічних перів («Life Peerages Act») який врегулював правила призначення довічного перства. Також продовжує діяти закон про призначення апеляційних лордів з суддів. Не було встановлено жодних обмежень щодо кількості судів, які суверен може призначити.
Пер, якому наданий титул згідно із Законом про надання довічного перства, має право засідати в Палаті лордів за умови, що він або вона досяг 21 року, не має покарання за обвинуваченням у державній зраді та є громадянином Великої Британії або країни-члена Співдружності Націй, і є резидентом платником податків у Великій Британії.
Довічні бароні згідно із Законом про присудження довічного перства висвячуються монархом, але на практиці вони подаються відповідно до пропозицій прем'єр-міністра.
Довічні пери не отримують зарплату, якщо вони не займають міністерські посади. Однак вони мають право на щоденну допомогу в розмірі 300 фунтів стерлінгів на проїзд та проживання під час роботи в парламенті.
Ддовічні пери можуть отримати свій титул та місце в Палаті лордів декількома шляхами:
- «Робочі пери» («Working peers»)

«Робочі пери» не утворюють формального класу, але представляють різні політичні партії і мають регулярно відвідувати Палату лордів. Більшість нових надань життєвого перства потрапляють до цієї категорії.
Зазвичай прем'єр-міністр обирає лише перів для своєї власної (правлячої) партії, але дозволяє лідерам опозиційних партій рекомендувати перів з цих партій. Прем'єр-міністр може визначити кількість перів, які може запропонувати кожна сторона; він може також вирішити внести зміни до цих рекомендацій, але зазвичай не робить цього.
- «Народні пери» («People's peers»)

Перство також може бути надано на безпартійних засадах. Раніше прем'єр-міністр робив номінації за заслугами, але ця функція була частково перенесена на нову Комісію з призначень до Палати лордів з 2000 року.
Особи, рекомендовані Комісією подаються прем'єр-міністру для подання монарху на надання довічного перства.
Комісія також ретельно вивчає рекомендації партій щодо призначення нових перів для забезпечення принципу доброчесності. Прем'єр-міністр може визначити кількість перів, які може запропонувати Комісія, а також може внести зміни до рекомендацій. Знову ж таки, на практиці, жодних змін до рекомендацій Комісії не вносяться.
- «Почесні пери» («Honours»)

Особи можуть бути удостоєні довічного перства в різних списках відзнак, як нагорода за особисті досягнення. Існує практика, що ці пери можуть не відвідувати регулярно Палату лордів, але вони мають право це зробити, якщо забажають.
Почесне перство надається як нагорода до різних свят: Нового року, Дня народження Королеви (друга субота червня), також списки щодо надання почесного перства формуються на «відзначення» розпуску Парламенту та для позначення кінця роботи прем'єр-міністра.
- «Державні службовці» («Public offices»)

Довічне перство може надаватись особі, яка виходить на пенсію з важливих державних посад, таких як прем'єр-міністр, спікер Палати громад або архієпископ Кентерберійський чи Йоркський.
Сер Олександр Дуглас-Г'юм який відмовився від свого спадкового титулу 14-го графа Г'юма (англ. 14th Earl of Home), коли став прем'єр-міністром, був першим колишнім прем'єром, що отримав довічну баронію.
З 1974 року Дуглас-Г'юм повернувся до Палати лордів, але вже як довічний пер з титулом барона Герсела. Після смерті у 1995 році його син Девід став спадковим пером (15-м графом Г'юмом) і зайняв місце у Палаті лордів.
Гарольд Вілсон, Джеймс Каллагган та Маргарет Тетчер отримали довічне перство після виходу з Палати громад, хоча чоловік Тетчер, Деніс Тетчер, був баронетом.
Багато членів Кабміну, включаючи канцлерів, міністрів внутрішніх та закордонних справ, міністрів оборони, які виходили на пенсію з 1958 року, як правило, отримують довічне перство.
Довічні перства також надаються спікерам Палати громад після виходу на пенсію. Раніше спікери мали право на спадкове перство як віконти.
Прем'єр-міністр також може рекомендувати невелику кількість колишніх державних службовців на надання довічного перства. Це, як правило, включає начальників штабу оборони, членів кабінету міністрів та керівників дипломатичної служби.
Кожен архієпископ Кентерберійський та архієпископ Йорка, які виходили на пенсію з 1958 року, були удостоєні титулу довічного пера. Деякі інші єпископи — Девід Шеппард з Ліверпуля та Річард Гарріс з Оксфорда, після виходу на пенсію отримали довічне перство.
Лорд-камергер за посадою має бути членом Палати лордів, тому йому надають перство (якщо його в нього нема). Також довічне перство отримають більшість особистих секретарів Королеви та керівників Банку Англії, після виходу на пенсію.
Судді верховного суду стають перами після вступу на посаду.
Після прийняття Закону про Палату лордів 1999 року декілька спадкових перів, які не успадкували своїх титулів й були б виключені з Палати лордів за цим законом, отримали довічне перство.

## Кількість
| Прем'єр-міністр | Партія        | Правління    | Кількість перів | За рік |
| --- | ------------- | ------------ | --------------- | ------ |
| Гарольд Макміллан | Консервативна | 1957–1963    | 46              | 9.2*   |
| Олександр Дуглас-Г'юм | Консервативна | 1963–1964    | 16              | 16.0   |
| Гарольд Вільсон | Лейбориська   | 1964–1970    | 122             | 20.3** |
| Едвард Гіт | Консервативна | 1970–1974    | 58              | 14.5   |
| Гарольд Вільсон | Лейбориська   | 1974–1976    | 80              | 40.0** |
| Джеймс Каллаган | Лейбориська   | 1976–1979    | 58              | 19.3   |
| Маргарет Тетчер | Консервативна | 1979–1990    | 201             | 18.2   |
| Джон Мейджор | Консервативна | 1990–1997    | 160             | 20.1   |
| Тоні Блер | Лейбориська   | 1997–2007    | 357             | 35.7   |
| Гордон Браун | Лейбориська   | 2007–2010    | 36              | 13     |
| Девід Камерон | Консервативна | 2010–2016    | 246             | 41     |
| Тереза Мей | Консервативна | 2016–2019    | 45              | 15     |
| Борис Джонсон | Консервативна | 2019–наш час | 21              |        |
| Всього | Всього        | Всього       | 1,435           | 23.5   |
| * Macmillan's average calculated for the 5 years under the Act. ** Wilson's combined average is 25.4 life peerages per year. Колишні спадкові пери (з 1999) не враховані. |               |              |                 |        |

Станом на 21 червня 2019 року — 661 довічних перів мають право голосувати в Палаті лордів. Сюди входять 195 консерваторів, 175 лейбористів, 92 ліберал-демократів та 151 незалежних (crossbench). Є також 15 перів, які представляють 10 інших партій, 29 безпартійних та лорд-спікер.
Крім того, є близько 70 довічних перів, які звільнилися з Палати лордів з 2010 року, а також кілька осіб, які не мають права голосувати або відсторонені за неприсутність.
У 1999 році в Палаті лордів було 172 довічних перів з консервативної партії та 160 лейбористів. А 4 січня 2010 року в Палаті лордів було 141 довічних перів консерваторів та 207 лейбористів.
Однак спадкові пери Палати лордів є в основному консерваторами. Наприклад, у 1999 році в Палаті лордів, було 350 консервативних спадкових перів, порівняно з 19 перами-лейбористами та 23 перами лібералами-демократами.
Закон про перство 1963 року дозволяє власнику титулу спадкового пера відмовитись від свого титулу на все життя. Такого положення для довічних перів немає. Проєкт пропозиції уряду щодо реформи Палати лордів від 2011 року «передбачає, що особа, яка має довічне перство, може в будь-який час відмовитись від нього, написавши лорду-канцлеру. Особа [та їх подружжя і діти] будуть позбавлені всіх прав та привілеїв, пов'язаних з цим.» Проте ця пропозиція не стала законом.
У 2014 році згідно із Законом про реформу Палати лордів пери отримали можливість подати у відставку з Палати лордів, не відмовляючись від перства.

## Титул і форма звертання
Більшість довічних перів титулуються на основі свого прізвища: або тільки прізвища (наприклад Барон Гаттерслі), або в поєднанні з назвою місцевості, щоб відрізняти їх від інших з таким же прізвищем (наприклад Baroness Kennedy of The Shaws).
Проте прізвище може використовуватись за бажанням. Наприклад, Ян Пейслі взяв собі титул лорда Беннсайда, а Джон Гаммер обрав титул лорда Дебена. Також бувають випадки, коли чиєсь прізвище не підходить, бо співзвучно з іншими титулами, наприклад Майкл Лорд (нині лорд Фрамлінгем) та Майкл Бішоп (нині лорд Глендонбрук).
Офіційним стилем (формою звертання) для довічних перів є «Високодостойний Лорд N» («The Right Honourable the Lord/Lady N» або «Ім'я, Лорд/Леді N», хоча жінки довічні пери часто використовують звертання «Ім'я, Баронеса N», щоб підкреслити, що вони носять титул «свого права» (а не в результаті одруження).
У цих прикладах N — прізвище у одному з варіантів, що були описані вище.
Довічних перів, які здобули широку популярність під своїм оригінальним іменем, наприклад, актор Лоренс Олів'є, часто помилково називають титулом «Лорд/Леді ім'я та прізвище» після їх нобілітації (що юридично й традиційно не є правильним).